# Обыкновенные опоссумы
Обыкновенные опоссумы (лат. Didelphis) — род сумчатых млекопитающих семейства опоссумов. Известно 6 видов, обитающих в Северной и Южной Америке.

## Внешний вид
Обыкновенные опоссумы обладают короткими лапами, острой, светло окрашенной мордой и голыми ушами с розовыми кончиками. Хвост почти голый, длинный, хватательного типа. Общая окраска обычно серая, изредка попадаются чёрные зверьки. У самок развита сумка, открывается назад. Длина тела — 36—53 см, хвоста — 25—33 см, масса 1,6—5,7 кг.

## Образ жизни
Обыкновенные опоссумы населяют как низины, так и холмистую местность; проживают преимущественно у водоемов. Активны в основном ночью. По сравнению с другими млекопитающими кажутся медлительными и глупыми. Часто притворяются мёртвыми — это защитная реакция помогает спастись от хищников, которые не едят падали. Прекрасно лазают по деревьям, цепляясь за ветки пятипалыми лапами с далеко отставленным большим пальцем и мускулистым хватательным хвостом. К осени опоссумы очень жиреют и зимой нередко на несколько дней впадают в оцепенение в своих логовищах. За последние десятилетия ареал обыкновенных опоссумов немного продвинулся на север, но холода ограничивают это продвижение.
Обыкновенные опоссумы практически всеядны. Они поедают падаль, беспозвоночных, мелких грызунов, рептилий, земноводных, грибы, много культурных растений, особенно кукурузу и зерновые злаки.

## Размножение
Самки начинают размножаться в возрасте одного года. Убежищем служат дупла, полости в почве под зданиями; могут устраивать гнезда в мусоре. Во рту и на согнутом крючком хвосте самка приносит сухие листья и остатки растений для постройки гнезда. На севере у обыкновенных опоссумов бывает один выводок, в южной части ареала — два выводка в год. Выводок состоит сначала из 8—18 детенышей. После выхода из сумки обычно остается не более 7 детёнышей. Новорожденные весят около 2 мг[уточнить], 20 таких детенышей свободно умещаются в чайной ложке. С помощью хорошо развитых коготков на передних лапках они забираются в сумку матери. Через два месяца у них появляется шерсть и открываются глаза. Прикрепившись к соскам, они висят на них 65—70 дней, затем начинают передвигаться самостоятельно и питаться твердой пищей. Самка носит молодых детенышей на себе. Детёныши лазают по спине и бокам матери, цепляясь за ее шерсть. Следующий выводок самка может иметь через 3,5 месяца после предыдущего. Продолжительность жизни в дикой природе у большинства видов менее 2 лет. В неволе они могут жить более 7 лет.

## Использование человеком
Прочная шкура и жесткий мех обыкновенных опоссумов используются для изготовления верхней одежды и других изделий. Мясо пригодно в пищу. Они наносят некоторый вред садам, полям и птичникам, но этот вред часто преувеличивают.
Опоссумы нередко содержатся в качестве домашних питомцев.

## Виды
- Белобрюхий опоссум (Didelphis albiventris)
- Большеухий опоссум (Didelphis aurita)
- Didelphis imperfecta
- Южный опоссум (Didelphis marsupialis)
- Didelphis pernigra
- Северный опоссум (Didelphis virginiana)

## Галерея

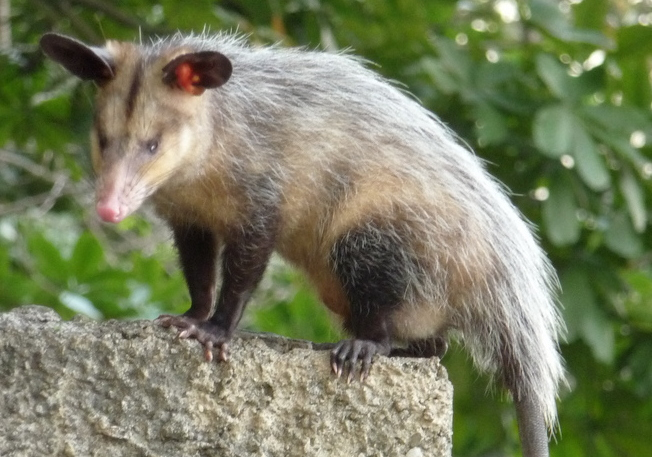
Южный опоссум
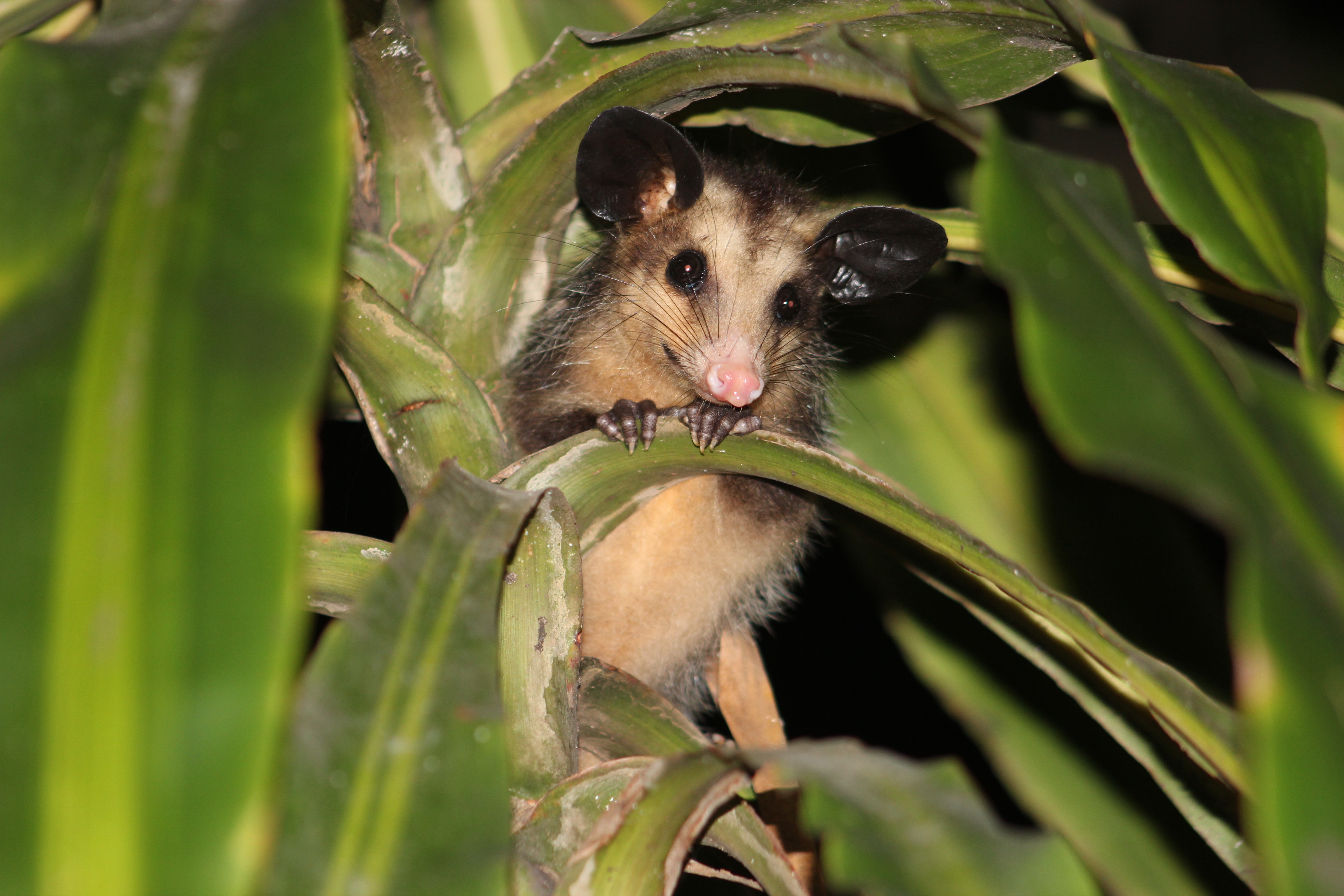
Большеухий опоссум
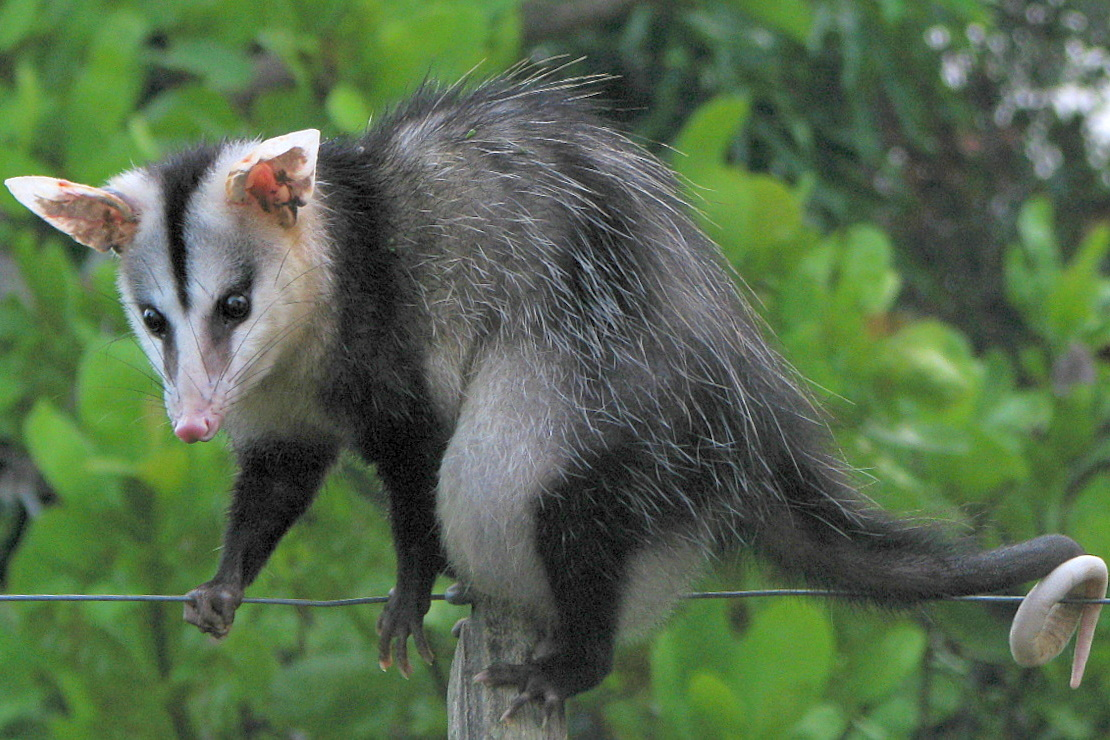
Белобрюхий опоссум
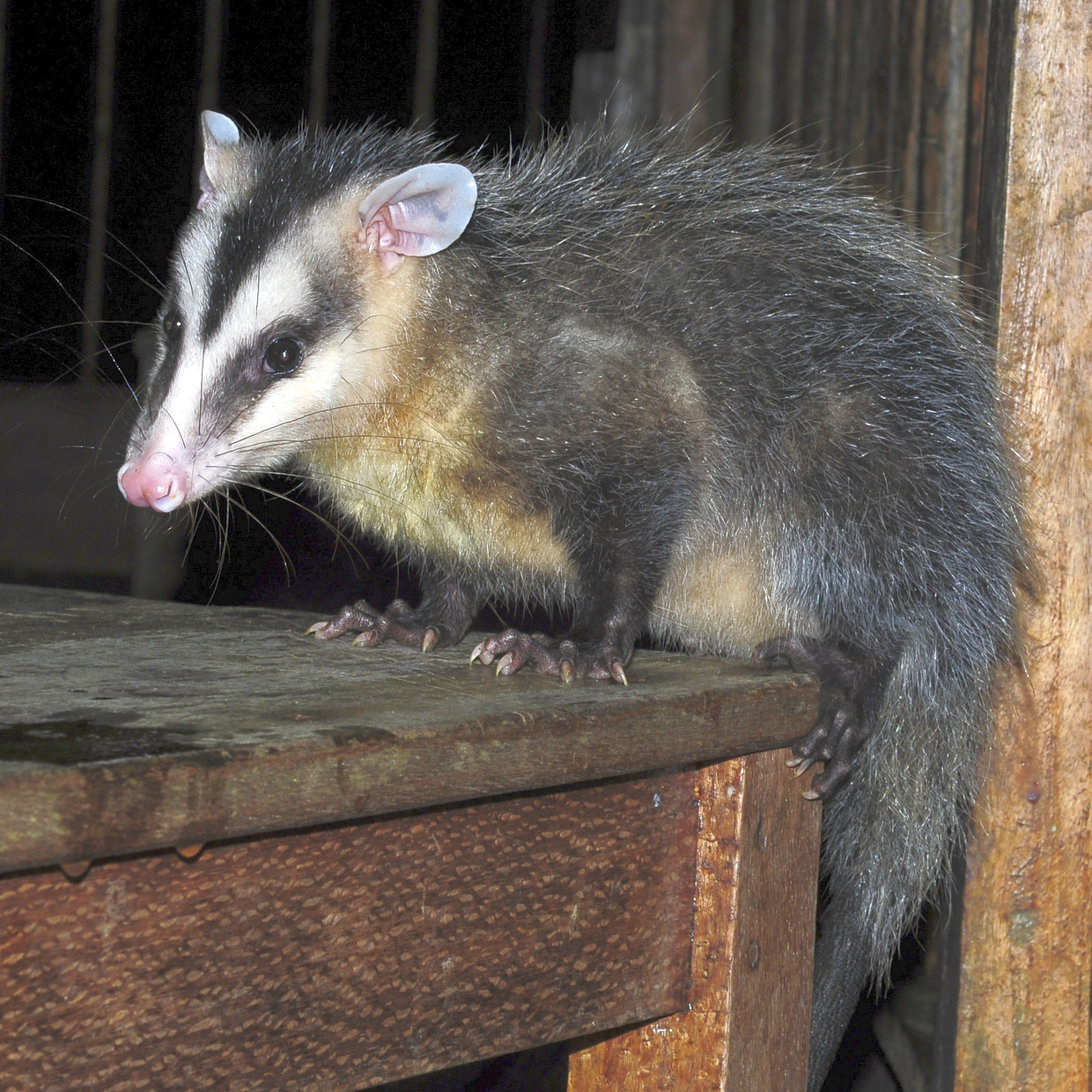
Didelphis pernigra
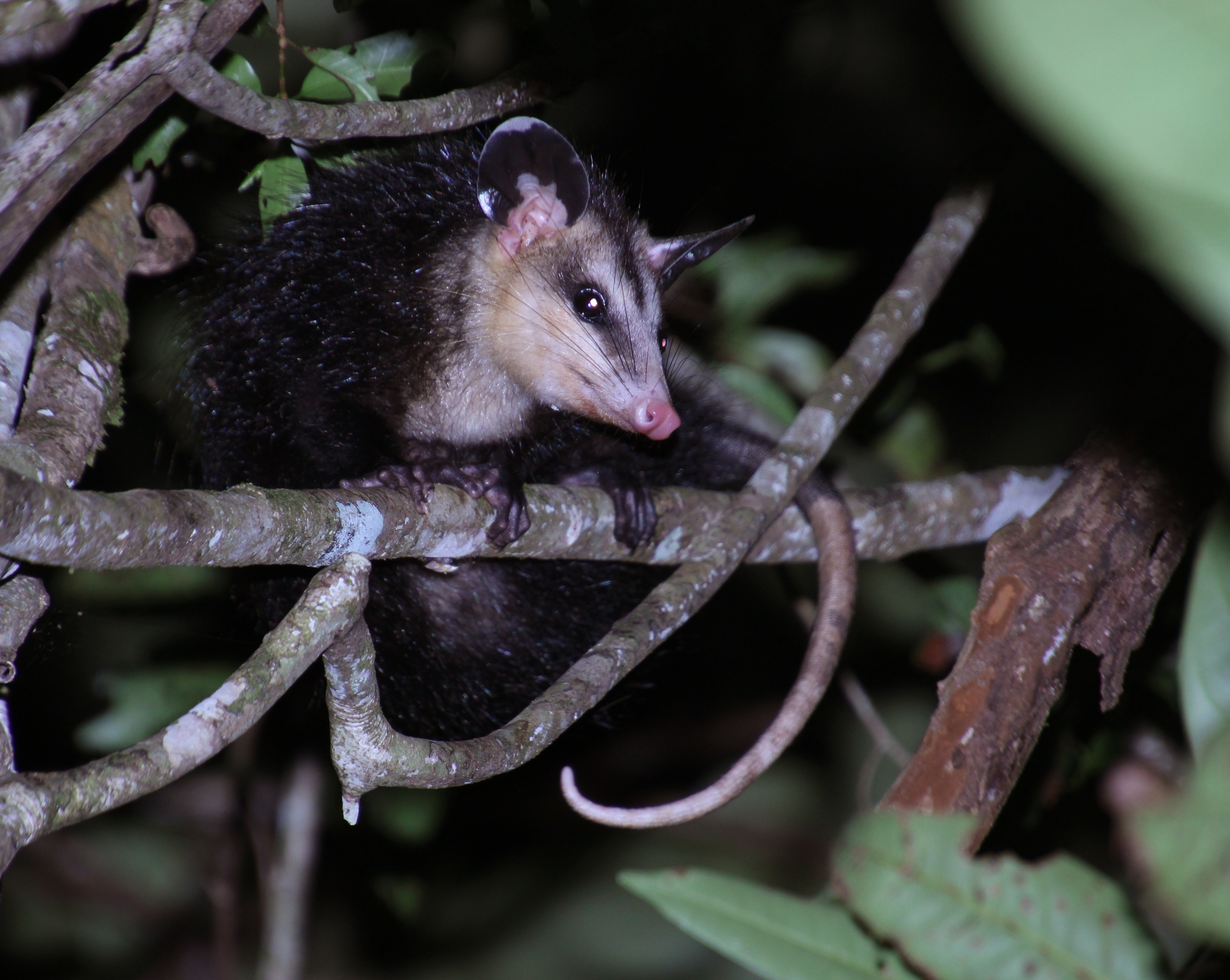
Didelphis imperfecta